# Альперштедт
Альперштедт (нем. Alperstedt) — община в Германии, в земле Тюрингия.
Входит в состав района Зёммерда. Подчиняется управлению Грамме-Ауэ. Население составляет 699 человек (на 31 декабря 2010 года). Занимает площадь 8,88 км².